# José Manuel da Silva Fernandes
José Manuel Silva Fernandes,conhecido no mundo do futebol por Zé Manel, (Fraião, Braga, 22 de Fevereiro de 1975) é um futebolista português que joga habitualmente a médio.
No final da época 2007/2008 transferiu-se do Sporting de Braga para o Leixões Sport Club.